# Kenshin : L'Achèvement
Série
Kenshin : La Fin de la légende
(2014) Kenshin : Le Commencement
(2021)
Pour plus de détails, voir Fiche technique et Distribution.
Kenshin : L'Achèvement (るろうに剣心 最終章 The Final, Rurōni Kenshin saishū shō: The Final) est un film japonais réalisé par Keishi Ōtomo et sorti en 2021.
C'est la suite de la trilogie constituée par Kenshin le vagabond (2012), Kenshin : Kyoto Inferno (2014) et Kenshin : La Fin de la légende (2014) du même réalisateur.

## Synopsis
En 1879, Enishi Yukishiro, entouré de ses sbires, a juré de se venger de Kenshin, son ancien beau-frère. 
Kenshin, va alors devoir accepter l'aide de ses alliés pour un de ses plus grands combats contre son ennemi, Enishi. 

## Fiche technique
- Titre français : Kenshin : L'Achèvement
- Titre original : るろうに剣心 最終章 The Final (Rurōni Kenshin saishū shō: The Final?)
- Réalisation : Keishi Ōtomo
- Scénario : Keishi Ōtomo, d'après le manga de Nobuhiro Watsuki
- Photographie : Takurō Ishizaka (ja)
- Musique : Naoki Satō
- Chanson thème : One Ok Rock
- Montage : Tsuyoshi Imai (ja)
- Société de distribution : Netflix
- Genre : action ; chanbara
- Durée : 138 minutes
- Dates de sortie :
  - Japon : 23 avril 2021[2],[1]
  - France : 18 juin 2021 (Netflix)

## Distribution
- Takeru Satō (VFB : Gauthier de Fauconval) : Kenshin Himura
- Emi Takei (VFB : Micheline Tziamalis) : Kaoru Kamiya
- Mackenyu (VFB : Maxime Van Santfoort) : Enishi Yukishiro
- Munetaka Aoki (ja) (VFB : Pierre Lognay) : Sanosuke Sagara
- Yū Aoi (VFB : Nancy Philippot) : Megumi Takani
- Yōsuke Eguchi (ja) (VFB : Michelangelo Marchese) : Hajime Saitō
- Yūsuke Iseya : Aoshi Shinomori
- Tao Tsuchiya (VFB : Prunelle Rulens) : Misao Makimachi
- Ryōsuke Miura (VFB : Brieuc Lemaire) : Chō Sawagejō
- Takuma Oto'o (ja) (VFB : Philippe Résimont) : Woo Heishin
- Kazuki Kitamura : Tatsumi
- Kasumi Arimura (VFB : Séverine Cayron) : Tomoe Yukishiro
- Shingo Tsurumi (VFB : Olivier Cuvellier) : Chef Uramura
- Takeo Nakahara : Miyauchi Maekawa
- Riku Ōnishi (ja) (VFB : Achille Dubois) : Yahiko Myōjin
- Mantarō Koichi (ja) (VFB : Nicolas Matthys) : Toshiyoshi Kawaji
- Shinnosuke Abe (ja) (VFB : Robert Dubois) : Kujiranami Hyōgo
- Shuntarō Yanagi (ja) (VFB : Olivier Prémel) : Hyōko Otowa
- Joey : Tenmon Inui
- Eiki Narita (ja) : Mumyōi Yatsume
- Ryūnosuke Kamiki (VFB : Damien Locqueneux) : Sōjirō Seta

## Autour du film
Les cinq films de la série « Kenshin » réalisés par Keishi Ōtomo sont projetés lors du Festival international du film de Shanghai en 2021.